# Winnertzia mahensis
Winnertzia mahensis är en tvåvingeart som först beskrevs av Jean-Jacques Kieffer 1911.  Winnertzia mahensis ingår i släktet Winnertzia och familjen gallmyggor.
Artens utbredningsområde är Seychellerna. Inga underarter finns listade i Catalogue of Life.